# Christoph Teichmann
Christoph Teichmann (* 20. September 1964 in Frankenthal (Pfalz)) ist ein deutscher Jurist und Professor an der Universität Würzburg.

## Leben
Christoph Teichmann ist einer der beiden Söhne von Albrecht Teichmann, ehemaliger Hauptgeschäftsführer der Evangelischen Heimstiftung Stuttgart, und Renate Teichmann. Nach Abitur in Künzelsau und Wehrdienst absolvierte er zunächst ab 1984 eine Berufsausbildung zum Bankkaufmann. Anschließend studierte er Rechtswissenschaft an der Universität des Saarlandes und an der Universität Heidelberg. Dort bestand er 1992 die Erste Juristische Staatsprüfung. 1992/93 war Teichmann Stipendiat des DFG-Graduiertenkollegs „Unternehmensorganisation und unternehmerisches Handeln nach deutschem, europäischem und internationalem Recht“. 1993 wurde er mit einer von Peter Hommelhoff betreuten Arbeit zum Thema „Die Gesellschaftsgruppe im französischen Arbeitsrecht“ zum Dr. iur. promoviert. Nach dem Rechtsreferendariat in Hessen war Teichmann 1997/98 Rechtsanwalt in Frankfurt am Main.
1999 wurde Teichmann wissenschaftlicher Assistent bei Peter Hommelhoff an der Universität Heidelberg. Zugleich war er ab 2002 wissenschaftlicher Mitarbeiter am Zentrum für anwaltsorientierte Juristenausbildung der Juristischen Fakultät Heidelberg. Im Dezember 2004 habilitierte sich Teichmann mit der Untersuchung „Binnenmarktkonformes Gesellschaftsrecht“. Anschließend war er Hochschuldozent (C 2) an der Universität Heidelberg. Nach Lehrstuhlvertretungen an der Universität Bielefeld, der Universität Heidelberg und der Universität Würzburg nahm Teichmann einen Ruf an die Universität Würzburg an. Einen Ruf an die Universität Greifswald lehnte er hingegen ab.
Seit Juni 2007 ist Teichmann Inhaber des Lehrstuhls für Bürgerliches Recht, Deutsches und Europäischen Handels- und Gesellschaftsrecht an der Universität Würzburg. Seit 2022 ist er Vizedekan der Juristischen Fakultät und seit 2019 Mitglied des Senats der Universität Würzburg, seit 2021 dessen Vorsitzender.

## Akademische Errungenschaften
- 2018 Preis für gute Lehre[2], Bayerisches Staatsministerium für Unterricht und Kultus
- 2007 Ruf an die Universität Greifswald – abgelehnt
- 1992–1993 Stipendiat des DFG-Graduiertenkollegs „Unternehmensorganisation und unternehmerisches Handeln nach deutschem, europäischem und internationalem Recht“, Universität Heidelberg

## Engagement in der Forschung
- 2018–2021 „Multiagenten-Netzwerke, Digitalisierung und Rechtsfragen für KMU durch Wissenstransfer“, European Regional Development Fund (EDRF)
- Seit 2018 Chefredakteur[3] „European Company and Financial Law Review“ (ECFR)
- Seit 2017 Mitglied der internationalen Arbeitsgruppen zum Entwurf eines Europäischen Wirtschaftsgesetzbuches (Schirmherrschaft der Henri Capitant Association)[4]
- Seit 2016 Mitherausgeber[5]: „Zeitschrift für Unternehmens- und Gesellschaftsrecht (ZGR)“
- Seit 2014 durchgehend Mitglied der „Informal Company Law Experts Group“ (E03036) zur Beratung der Europäischen Kommission in Fragen des Gesellschaftsrechts[6]
- Seit 2013 Mitglied der internationalen Arbeitsgruppen zum Entwurf eines europäischen Modellgesetzes für Kapitalgesellschaften (European Model Company Act – EMCA)[7]
- Seit 2022 Vizedekan der Juristischen Fakultät, Julius-Maximilians-Universität Würzburg[8]
- Seit 2019 Mitglied und Vorsitzender (seit 2021) des Senats der Julius-Maximilians-Universität Würzburg
- 2013–2017 Studiendekan an der Juristischen Fakultät, Julius-Maximilians-Universität Würzburg, Scholarly Publishing and Communication